# Lepidopilidium subdevexum
Lepidopilidium subdevexum är en bladmossart som beskrevs av Brotherus 1907. Lepidopilidium subdevexum ingår i släktet Lepidopilidium och familjen Hookeriaceae. Inga underarter finns listade i Catalogue of Life.